# جوي ماكدونالد
جوي ماكدونالد هو لاعب هوكي الجليد كندي، ولد في 7 فبراير 1980 في Pictou ‏ في كندا.

## وصلات خارجية
- جوي ماكدونالد على موقع دوري الهوكي الوطني (الإنجليزية)
- جوي ماكدونالد على موقع قاعة مشاهير الهوكي (لاعب أن.إتش.أل) (الإنجليزية)
- جوي ماكدونالد على موقع EliteProspects.com (الإنجليزية)
- جوي ماكدونالد على موقع HockeyDB.com (الإنجليزية)
- جوي ماكدونالد على موقع Hockey-Reference.com (الإنجليزية)